# Sông Nà Căng
Sông Nà Căng là dòng thượng nguồn hợp thành của sông Bản Thín, chảy từ tỉnh Quảng Tây Trung Quốc vào huyện Lộc Bình tỉnh Lạng Sơn, Việt Nam.
Về mặt thủy văn sông Nà Căng là nguồn nước chính của sông Bản Thín, hợp với nhau thành dòng chảy liên tục. Việc gọi các đoạn sông có tên khác nhau là do lịch sử để lại.

## Dòng chảy
Sông Nà Căng chảy trong lưu vực của sông Kỳ Cùng. Sông bắt nguồn từ vùng núi cao cỡ 700 m ở tỉnh Quảng Tây Trung Quốc, chảy uốn lượn về hướng tây.21°47′40″B 107°14′36″Đ / 21,794582°B 107,243354°Đ
Sông vào đất Việt Nam ở bản Nà Căng xã Tam Gia  huyện Lộc Bình tỉnh Lạng Sơn, và được đặt tên theo bản này. Sang xã Tú Mịch sông chảy hướng tây bắc, và đổ vào sông Bản Thín ở gần sát biên giới Việt Trung.21°48′26″B 107°05′08″Đ / 21,807316°B 107,085426°Đ